# Département de Boaco
Le département de Boaco (en espagnol : Departamento de Boaco) est un des 15 départements du Nicaragua. Il est étendu sur 4 244 km2 et a une population de 183 736 hab. (estimation 2019). Sa capitale est Boaco.

## Histoire
Le département a été formé en 1938, par démembrement partiel du département de Chontales.

## Géographie
Le département est limitrophe :
- au nord, du département de Matagalpa ;
- à l'est et au sud-est, du département de Chontales ;
- au sud-ouest, du département de Granada ;
- à l'ouest, du département de Managua.

Le département dispose en outre d'une façade, au sud, sur le lac Nicaragua.

## Municipalités
Le département est subdivisé en 6 municipalités :
- Boaco
- Camoapa
- San José de los Remates
- San Lorenzo
- Santa Lucía
- Teustepe